# Подлес (Болгария)
Подлес (болг. Подлес) — село в Болгарии. Находится в Силистренской области, входит в общину Главиница. Население составляет 180 человек. Село находится в историко-географической области Южная Добруджа.

## Политическая ситуация
В местном кметстве Подлес, в состав которого входит Подлес, должность кмета (старосты) исполняет Иванка Николова Иванова (коалиция в составе 4 партий: Демократы за сильную Болгарию (ДСБ), Союз свободной демократии (ССД), Союз демократических сил, партия болгарских женщин) по результатам выборов 2007 года в правление кметства.
Кмет (мэр) общины Главиница — Насуф Махмуд Насуф (Движение за права и свободы (ДПС)) по результатам выборов 2007 года в правление общины.